# Skandinavisk Aero Industri
A Skandinavisk Aero Industri, röviden SAI (magyarul: Skandináv Repülőgépgyár) dán repülőgépgyár volt, amely 1937–1954 között működött Tårnby községben. A cég 1954-es megszűnéséig 11 típusú repülőgépből közel 200 darabot gyártott.

## Története
A céget Vigo Kramme és Karl Gustav Zeuthen alapította. Kramme korábban a haditengerészeti légierőnél szolgált repülőgépszerelőként 1935-ben a Koppenhága melletti kastrupi repülőtéren létrehozott egy kis műhely, ahol megépítette első repülőgépét, a francia tervezésű Pou du Ciel kisméretű hobbi repülőgépet. Ugyanebben az időben a mérnök végzettségű Karl Gustav Zeuthen a kastrupi repülőtéren tanult repülni.
Ott került kapcsolatba egymással Kramme és Zeuthen. 1935-ben, első találkozásukkor Zeuthon megkérdezte Krammétól: „Miért nem építesz egy rendes repülőgépet?” Amire Kramme visszakérdezett: „Miért nem tervezel egyet, amit megépíthetek?”
Kramme és Zeuthen együttműködésének első eredménye a KZ I sportrepülőgép volt, amely 1937-re készült el. 1937. február 24-én repült először. A gép a második világháború alatt eltűnt.
Az első gép elkészülte után, 1937-ben az építőanyag-gyártással foglalkozó  F.L.Smidth & Co. (FLS) cég pénzügyi támogatásával alapították meg a repülőgépgyárukat, amely kezdetben Kramme & Zeuthen néven működött. A repülőgépek KZ típusjelzésébe a két alapító nevéből (Kramme, Zeuthen) származik. A cég igazgatója Kramme, főmérnöke Zeuthen volt. Az FLS csoport részeként a repülőgépgyár fontos szerepet játszott a dán szélturbina-fejlesztésekben is.